# Proszowice (gmina)
Proszowice est une commune (gmina) de Pologne, située dans la voïvodie de Petite-Pologne, dans le powiat de Proszowice. Son siège est la ville de Proszowice. Au 31 mars 2011, elle compte 16 514 habitants, dont 6 270 à Proszowice, pour une superficie de 99,78 km2.
Outre la ville de Proszowice, la commune comprend les villages suivants : Bobin, Ciborowice, Czajęcice, Gniazdowice, Górka Stogniowska, Jakubowice, Jazdowiczki, Kadzice, Klimontów, Koczanów, Kościelec, Kowala, Łaganów, Makocice, Mysławczyce, Opatkowice, Ostrów, Piekary, Posiłów, Przezwody, Stogniowice, Szczytniki, Szczytniki-Kolonia, Szklana, Szreniawa, Teresin, Więckowice, Wolwanowice et Żębocin.